# Jan Kazimierz Skiwski
Jan Kazimierz Skiwski herbu Lubicz (zm. przed 6 października 1712 roku) – podstoli drohicki od 1686 roku, łowczy drohicki w 1686 roku.
Deputat ziemi mielnickiej do rady stanu rycerskiego rokoszu łowickiego w 1697 roku.